# Garth Brooks
Troyal Garth Brooks (Tulsa, 7 de febrero de 1962), más conocido como Garth Brooks, es un cantante y compositor de música country estadounidense. Según la RIAA, es el artista con mayor venta de discos en solitario en Estados Unidos, por delante de Elvis Presley y se sitúa en segundo lugar, solo detrás de los Beatles, con 138 millones de unidades vendidas. También es uno de los artistas que más discos ha vendido en todos los tiempos, con 160 millones de discos.
Garth Brooks ha lanzado seis álbumes que alcanzaron la certificación de premios de la RIAA en Estados Unidos: Garth Brooks (10 × platino), No Fences (17 × platino), Ropin' the Wind (14 × platino), The Hits (10 × platino), Sevens (10 × platino) y Double Live (21 × platino). Desde 1989, Garth Brooks ha lanzado 24 discos en total, que incluyen: 14 álbumes de estudio, 1 álbum en vivo, 3 álbumes recopilatorios, 3 álbumes de Navidad y 3 cajas recopilatorias, junto con 77 sencillos. Ganó varios premios en su carrera, entre los que destacan 2 Premios Grammy, 17 Premios American Music (incluyendo el «artista de los 90») y el Premio RIAA por ser el artista en solitario que más discos ha vendido del siglo en los Estados Unidos.
Molesto por los conflictos que su carrera ocasionaba a su vida familiar, Garth Brooks anunció su retirada en 2001 y desapareció de la escena con tanta rapidez como con la que había llegado. Sus fans le siguen considerando una leyenda viva. Sin embargo, en 2005 decidió salir del retiro y el lugar escogido fue Las Vegas, particularmente el hotel Wynn.
En 2009, comenzó el residency show, Garth at Wynn, en el Teatro Encore de Las Vegas, que finalizó en enero de 2014. Tras la conclusión de este espectáculo, Garth Brooks anunció su firma con Sony Music Nashville en julio de 2014. En septiembre de 2014, comenzó su regreso con la gira, The Garth Brooks World tour, acompañado de su esposa y músico Trisha Yearwood. Su álbum más reciente, Man Against Machine, fue lanzado el 11 de noviembre de 2014, en exclusiva en su tienda de música en línea, GhostTunes.

## Biografía
Troyal Garth Brooks nació el 7 de febrero de 1962, en Tulsa, Oklahoma. Es el hijo menor de Troyal Raymond Brooks, Jr. (1931-2010), diseñador en una compañía petrolera, y Colleen Carroll McElroy (1929-1999), una cantante de música country de ascendencia irlandesa. Fue el segundo matrimonio para ambos, por lo que Garth Brooks tien cuatro medios hermanos mayores (Jim, Jerry, Mike y Betsy). La pareja tuvo dos hijos, Kelly y Garth. En su hogar en Yukon, Oklahoma, la familia organizó noches de talento semanales. Todos los niños fueron obligados a participar, ya sea cantando o haciendo parodias. Garth Brooks aprendió a tocar tanto la guitarra como el banjo.  Su madre, murió de cáncer de garganta el 6 de agosto de 1999.
Desde niño, Garth Brooks cantó a menudo en ambientes familiares, pero su objetivo principal era el atletismo. En la escuela secundaria, practicaba fútbol, béisbol y carreras de pista y campo. Recibió una beca de atletismo en la Universidad de Oklahoma en Stillwater, donde compitió en lanzamiento de jabalina. Garth Brooks se graduó en 1984 con un grado en publicidad.

## Carrera

### 1985-89: Inicios musicales
En 1985, Garth Brooks comenzó su carrera profesional, cantando y tocando la guitarra en clubes y bares de Oklahoma, especialmente en el salón de Wild Willie en Stillwater. A través de sus hermanos mayores, Brooks conoció a una amplia gama de música. A pesar de que escuchaba música country, en especial la de George Jones, Brooks era más aficionado al rock, citando a James Taylor, Dan Fogelberg, y Townes Van Zandt como principales influencias. En 1981, después de escuchar «Unwound», sencillo debut de George Strait, Brooks se interesó más la música country.
En 1985, Rod Phelps condujo desde Dallas para escuchar a Brooks. A Phelps le gustó lo que escuchó y se ofreció para producir el primer sencillo de Brooks. Con el apoyo de Phelps, incluyendo una lista de contactos de sus contactos en Nashville y algunas de sus tarjetas de crédito, Brooks viajó a Nashville para firmar un contrato de grabación; regresó a Oklahoma dentro de las 24 horas siguientes. Phelps siguió instando a Brooks para volver a Nashville, cosa que hizo y, en 1987, Brooks y su esposa (actualmente exesposa), Sandy Mahl se trasladaron a Nashville, en donde comenzó a hacer contactos en la industria de la música.

### 1989-1990: Salto a la fama
Garth Brooks lanzó su primer álbum en 1989, llamado Garth Brooks, un éxito en las listas. Alcanzó el número 2 en el Top Billboard, y alcanzó el número 13 en el Billboard 200. La mayor parte del álbum fue influida en parte por George Strait. El primer sencillo, «Much Too Young (To Feel This Damn Old)», fue un éxito de las 10 principales canciones country. Fue seguido por «Brooks», «If Tomorrow Never Comes», número uno en el Hot Country Songs. «Not Counting You» número dos, y «The Dance» alcanzó el número uno; su vídeo musical, dirigido por John Lloyd Miller, dio a Brooks su primer impulso hacia una audiencia más amplia. Brooks, más tarde, afirmó que de todas las canciones que ha grabado, «The Dance» sigue siendo su favorita. En 1989, se embarcó en su primera gran gira de conciertos, como acto de apertura de Kenny Rogers.
No Fences, su segundo álbum fue lanzado en  1990y pasó 23 semanas en el número uno del Billboard Albums Top Country. El álbum también alcanzó el tercer lugar en el Billboard 200, y con el tiempo se convirtió en el álbum con más ventas de Brooks, con ganancias nacionales de 17 millones de dólares.
Mientras que el estilo musical de Brooks lo puso de lleno dentro de los límites de la música country, fue fuertemente influenciado por el movimiento de artistas de la década de 1970, especialmente las obras de James Taylor, a quien idolatraba y nombró a su primer hijo con el mismo nombre. Del mismo modo, Brooks fue influenciado por la era del rock de 1970 de Billy Joel y Bruce Springsteen.
A fines de 1990, Brooks fue inducido a la Grand Ole Opry.

## Discografía

### CD
- 1989 - Garth Brooks
- 1990 - No Fences
- 1991 - Ropin' The Wind
- 1992 - The Chase
- 1993 - In Pieces
- 1995 - Fresh Horses
- 1997 - Sevens
- 1999 - Greatest Hits
- 2001 - Scarecrow
- 2005 - The Lost Sessions
- 2014 - Man Against Machine
- 2016 - Gunslinger
- 2020 - Fun
- 2023 - Time Traveler

### VHS
- 1992 - This Is Garth Brooks
- 1998 - Garth Live From Central Park

### DVD
- 1999 - His life... From Tulsa to the Top
- 2006 - Garth Brooks - The Entertainer